# 7.62x51mm NATO弾
7.62x51mm NATO弾（7.62ミリ ナトーだん、英: 7.62 x 51 mm NATO ）は、北大西洋条約機構（NATO）により標準化された小火器用の弾薬。1950年代に提案され、NATO加盟国の軍隊を中心に幅広く採用された。
通常弾の他、曳光弾、空包、模擬弾がある。民間用のものは.308 ウィンチェスター弾として有名。

## 概要
NATO加盟国軍では多種多様な銃が使われていたが、主力小銃と機関銃に適用するために、NATOによる小火器用の弾薬標準化が提案された。1950年代に、アメリカ陸軍のM14自動小銃およびM60軽機関銃に使われていた弾薬が選ばれ、標準化された。1980年代にヨーロッパ諸国で広く使われたベルギーのFN FAL自動小銃も、この弾薬を採用した。M14はベトナム戦争の際、5.56x45mm NATO弾を使用するM16に置き換えられたが、他の小火器は依然としてこの弾薬を使い続けた。現在でも利用され続けており、M14の復活（M21・M25）、利用が続いているM60、FN MAG用のほか、GE社製のM134ミニガンにも使われている。
陸上自衛隊においても、アメリカ陸軍との弾薬共通化のために7.62x51mm NATO弾と互換性のあるM80普通弾が、62式7.62mm機関銃及び64式7.62mm小銃用の弾薬として採用された。M80普通弾には7.62x51mm NATO弾と同程度の装薬量の常装薬弾と、装薬量を10%程度少なくした減装薬弾があり、通常は体格の小さい日本人に合わせ反動が少ない減装薬弾が使用される。62式、64式共にガスレギュレーター（規制子）の調整により、常装薬、減装薬、両弾の発射が可能であるが、照準装置の目盛りは減装薬弾用である。
軍用の7.62×51mm弾と民間用の.308ウィンチェスター弾の寸法は共通である。軍用のものはNATOにより規格化されているが、民間用のものはSAAMIによって規格化されている。
7.62×51mm弾は、アメリカ陸軍のM1903小銃（1906年モデル以降）で使われた.30-06弾（7.62×63mm弾）を短縮化した物と言えるが、使用装薬の改良のため.30-06弾より少ない装薬でも銃口初速は860m/sとほとんど変わらず、同等の弾道性能を持っている。薬莢が小さくなっているぶん、真鍮の使用量が少なくなっている。また、この弾薬を使用する銃は、それまでの銃よりも小さくできた（類似した例として、拳銃弾の.45ACPとそれを短縮した.45GAPがある）。短縮化の副作用としては装薬の最大充填量が.30-06に比べ劣るという事だけであるが、軍用としては決められた規格でしか装薬されないために、まったく問題とならない。

## 開発経緯
7.62×51mm弾自体の開発は第一次世界大戦の直後から始まった。理由として、.30-06弾が半自動射撃や連続射撃時に扱いにくいという事情があった（.30-06弾自体が、.30-03弾の弾頭を軽量にして高初速にしたもの）。より短い弾薬は、機関部のコンパクト化に結びつき、給弾をスムーズにし、毎分あたりの発射速度を高くする。その時点でのもっとも有望な弾薬は、.276ペダーセン弾（約7mm）であった。しかし、1932年にアメリカ陸軍は、.30口径（7.62mm）の弾薬のみが必要条件を満たすとして却下した。
1940年代から1950年代初期までの間に、M1ガーランドを改良する実験がスプリングフィールド国営造兵廠で行われた。主に装填方法をエンブロック・クリップ（8発入り）から箱形弾倉に変更することや、フルオート射撃を可能にすることなどの改良が行われた。一番有名なものはジョン・ガーランド技師が改良したT20で、アメリカ陸軍はこの設計をM1ガーランドの代替に十分有望と見て、弾薬も一緒に改善すべき時期であると決定した。
試作は数年の間続けられ、.30-06弾だけでなく、.300サヴェージ改良弾（後の7.62x51mm NATO弾）対応モデル（T65弾として知られる）も試作された。この試作品は、.30-06弾とほとんど変わらない性能、すなわち147グレイン（約9.5g）弾頭を約838m/sで発射できることを実証した。その一方で、給弾をより短時間かつ高い信頼性で行うこともできた。T20自動小銃をT65弾に適合するように設計されたT44は、コンペにおいて競合する銃を寄せ付けず、採用にこぎ着けた。
アメリカ陸軍がT65弾を採用すると発表した時、イギリス陸軍は激怒した。彼らは.30-06弾に近似する小銃弾として.303ブリティッシュ弾を採用していたが、この弾薬は肩撃ちでフルオート射撃をした際に反動を制御することが難しいという結論にすでに達していたため、スペックの近いT65弾も同様に制御が難しいであろうと主張した。イギリス陸軍ではこれを解決するために、弾径を抑えて薬莢長を短縮した中威力弾である.280口径（約7.1mm）弾を開発していた。しかしアメリカ陸軍側は第二次世界大戦前の「.30口径しか使用しない」という方針を押し通して反論した。米英二つの陸軍がこの戦いを続けている間、カナダ軍はイギリス案の.280弾に満足していると発表した。しかしながら、アメリカ陸軍は結局T65弾を採用し、.280弾を使わないことをはっきりさせた。T65弾は1954年にNATO標準弾として選ばれた。
試作自動小銃T44はM14として1957年に制式化された。また、FN FALがイギリス陸軍、カナダ陸軍に同時採用され、西ドイツ（当時）のドイツ連邦軍はスペインのセトメ・ライフル(CETME)を改良したH&KのG3を採用した。しかし.308(7.62mm)弾をフルオート射撃した際の反動制御が非常に困難である事実から、イギリス陸軍の主張が正しかったと関係者が理解するのに時間はかからなかった。M14の改良版M21、M25はフルオート機能を省いて供給された。またFALでは、イギリス軍仕様のL1A1でもフルオート機能が除去され、軽機関銃バージョンには二脚およびヘビー・バレル（強化銃身）が付加された。
これらの事態が続く間、アメリカ軍はサルヴォ計画（Project SALVO）という名で、射撃に関する研究を行っていた。4発の弾丸をバトルライフルからバースト射撃した場合、弾丸が20インチ（約50cm）範囲に着弾すれば、負傷者の数を倍にするが、弾薬の口径は結果に変動をもたらさない、という結論に到達した。彼らはまた、.22口径（約5.5mm）の弾頭が2発入った弾丸（二重装填 duplex load ）の採用の提案を行い、別の研究者は、フレシェット弾であれば軽量化でき、.30-06弾より小さい口径でもより強力な貫徹力を示すとした。これらの調査結果は、イギリス陸軍が結果を知り、彼らの主張が正しかったことに対する証拠として使われることを避けるために、秘密とされた。しかし後世になって、アメリカ軍は5.56x45mm NATO弾を開発・実用化することになる。

## ベトナム戦争
ベトナム戦争においてフルロードの7.62mm弾は、共産軍が持つAK-47の短小弾に対して不利であることが明らかになった。ジャングルは近接戦闘の連続で、射程の優位は発揮できず、むしろ全自動射撃に向かないことの不利が大きかった。M14を手に戦った米兵たちは戦場で相対したAK-47の機動性と火力に翻弄されることになる。弾薬が重い分、携帯できる弾薬数でも劣っていた。
これが全自動射撃に向く銃弾の導入の契機になった。1960年代初期にAK-47で武装したNVA（北ベトナム人民軍）と実際に交戦した実戦テストが行われ、小口径の.223レミントン弾 (5.56mm) を使用するAR-15を装備した8名の部隊が、M14を装備した11名の部隊より火力で勝ることが示された。AR-15はM16として採用され、1964年から順に、アメリカ陸軍はM14をM16に置き換え始めた。そしてNATO軍は再度米軍の都合に振り回される形で使用弾薬を変更することになる。

## その後
自動小銃および分隊支援火器では高速小口径弾にとって代わられたものの、狙撃銃や汎用機関銃の銃弾として広く使用され続けている。全自動射撃時の制動性さえ問題なければ対人用途の弾薬としてもっともバランスの取れた有効射程と殺傷能力を有しているといえる。対して5.56mmのような高速小口径弾は200mを超えるような長距離射撃になると、弾頭の軽さから命中精度が悪化し、殺傷能力も急激に低下する（これは、大国の正規軍はもとより、中小国のテロリストや軍閥・武装勢力といった非正規軍においてすらも、高性能ボディアーマーの普及した現代においては無視できないデメリットである）。12.7mmのような大口径弾は弾道性能は申し分なく、超長距離射撃も可能であるが、強烈な反動に耐えるために銃本体が重くなってしまい、取り回しに難がある。
ウィンチェスター社は1952年にT65の民間用弾丸を発売した。これは今日でもスポーツ射撃用途に人気があり、.308 ウィンチェスター弾(.308 Winchester)の名で知られている。この弾丸は、中距離でヘラジカやアカシカを狩猟する際によく使われる（長距離では短縮化前の.30-06や、それを更に延長した.300win Magに分がある）。

## 弾薬一覧
通常・戦闘用弾薬
- M61（高貫通弾・AP）
- M62（曳光弾・Tracer）
- M80（通常弾・Ball・7.62ｍｍ×51mmNATO弾で最も一般的であると考えられるFMJ弾）
- M80A1（EPR・性能増強弾・M80から鉛を取り除いたタイプ）
- M276（低輝度型曳光弾・Tracer）
- M948（サボット付軽装甲貫通用弾・SLAP弾・タングステン弾頭を使用した高貫通弾）
- M959（サボット付軽装甲貫通用曳光弾・SLAP弾・曳光機能付）
- M993（炭化タングステン芯高貫通弾・AP・アメリカによる機密指定がされている高貫通弾。製造はNammo社が独占している）
- M1158又はXM1158（先進徹甲弾・ADVAP・7.62ｍｍICSR計画に付随して開発された高貫通弾で、ピカティニー造兵廠の機関紙によるとM80A1のデータを基に開発されたタングステン弾芯の弾薬とされる）

特殊弾薬
- M60（高圧テスト用弾薬・主に武器の耐久テストなどで用いられる）
- M63（ダミー弾・Dummy）
- M82（空包・主に式典などで用いられる）
- M973（実弾射撃訓練用弾・SRTA・飛距離を低下させるエアブレーキ付弾薬）
- M974（実弾射撃訓練用曳光弾・SRTA・M973に曳光弾機能を持たせたもの）
- MK316Mod0（長距離射撃用特殊弾）

## 7.62x51mm NATO弾を採用している主な小火器
- 62式7.62mm機関銃[注 1]
- 64式7.62mm小銃[注 1]
- 74式車載7.62mm機関銃[注 1]
- CS/LM4機関銃[注 1]
- CS/LR14銃[注 1]
- CS/LR4狙擊銃
- QJY-201機関銃
- QBU-203狙擊銃
- AK サイガ308[注 1]
- AK-308[注 1]
- SV-98[注 1]
- セトメモデロ B/C[注 2]
- FN FAL
- FN SCAR
- FRF2狙擊銃
- L96A1
- H&K G3/G8/21
  - AK4（スウェーデン生産型のG3）
- H&K HK417
- PSG1狙撃銃
- AG-3
- SIG SG510
- M14/M21/M25
- Mk14 EBR
- M24 SWS
- M40A1/M40A3狙撃銃
- M60機関銃
- M134ミニガン
- M240汎用機関銃
- Mk 21 Mod 0/1（その他、改良型及びその輸出型）
- FN MAG
- MG3
- Mk 48 Mod 0 軽機関銃（MINIMI軽機関銃の特殊改良型）
- Ishapore 2A/2A1
- VEPR II
- Kar98k小銃イスラエル版
- ウィンチェスターM70
- ステアー・スカウト
- リー・エンフィールドL8
- リー・エンフィールドL42A1狙撃銃
- リー・エンフィールド・エンフォーサー
- レミントン M700
- レミントン M7600
- SAKO TRG-21/22
- Steyr SSG 69
- ベレッタBM59
- FR8
- 豊和M1500